# GP van Modena
De GP van Modena ((it)  Gran Premio Città di Modena) was een Italiaanse wielerwedstrijd. De wedstrijd heeft een hele evolutie in naamgeving doorgemaakt. Hij werd voor het eerst ingericht in 1996 als de Giro Colline del Chianti, maar werd pas in 2004 weer verreden. Vanaf 2005 heette hij GP Città di Misano - Adriatico en vanaf 2007 Memorial Viviana Manservisi. In 2010 werd de naam wederom veranderd in GP van Modena. Hij behoorde tot de UCI Europe Tour in de categorie 1.1. De editie van 2011 werd geannuleerd en sindsdien is de koers niet meer georganiseerd.

## Erelijst

### Overwinningen per land
| Overwinningen | Land       |
| ------------- | ---------- |
| 5             | Italië     |
| 1             | Argentinië |
| 1             | Polen      |